# Who? - L'uomo dai due volti
Who? - L'uomo dai due volti (Who?) è un film del 1974 diretto da Jack Gold.

## Trama
La vicenda è ambientata nel periodo della cosiddetta "guerra fredda".
Il dottor Lucas Martin, un importante ricercatore americano che lavora al progetto segreto "Nettuno", è soccorso dai sovietici dopo un incidente automobilistico a Berlino Est. Rimasto sfigurato, l'uomo è costretto a portare una maschera di metallo, che supplisce agli organi di senso danneggiati, e una protesi avanzata di un arto. Capitanati dal colonnello Azarin del KGB, le autorità sovietiche intendono carpire le conoscenze di Martin e al contempo progettare uno scambio di persona a danno degli americani.
Il dottor Martin viene rilasciato dopo molti mesi ma l'agente dell'FBI Sean Rogers sospetta che questi non sia il vero professore, sottoponendolo ad estenuanti test fisici e psicologici per accertarne l'identità, sospettando di un agente infiltrato. Le indagini si rivolgono anche alla cerchia di amici e conoscenti di Martin, scavando nella sua storia e nella sua vita privata.
Durante lo svolgimento, dei flashback comparano gli interrogatori di Rogers con quelli degli agenti sovietici, volti a scoprire  i dettagli della sua vita, onde operare uno scambio di persona.
Un ex collega di Martin, divenuto agente al servizio dei Sovietici, si sottopone al medesimo intervento, ritenendolo un normale camuffamento per prendere il posto dell'altro. Scoperta la vera natura invalidante, muore per lo shock.
Stanco e angosciato per gli interrogatori, Martin decide di tornare nella fattoria di famiglia e ritirarsi a vita privata, nonostante il Governo degli Stati Uniti gli abbia finalmente permesso di riprendere a lavorare al progetto segreto.

## Produzione
Il soggetto è tratto dal romanzo di fantascienza dello scrittore statunitense di origine lituana Algis Budrys Incognita uomo (Who?) pubblicato nel 1958.
Parte del film è stato girato in Germania e a Miami. Una delle scene più note vede Joseph Bova/Martin camminare con la maschera di metallo in una via centrale della capitale della Florida, suscitando la reazione di stupore spontanea dei passanti che non sapevano nulla del film.

## Distribuzione
Nella prima uscita nei paesi di lingua anglosassone il film ha mantenuto lo stesso titolo originario dell'opera letteraria Who? e successivamente ridistribuito per l'home video con i titoli The Man in the Steel Mask e Roboman.